# Földi János (pénztárnok)
Földi János (Öcsöd, 1778. január 21. vagy január 22. – Debrecen, 1854. december 23.) a Debreceni Református Kollégium pénztárosa.

## Élete
Debrecenben végezte iskoláit; 1811-ben polgári esküdt és a kollégium gazdája volt, még 1836-ban is városi esküdt; később a debreceni kollégium pénztárnoka haláláig. Egész életét Debrecenben, városi és kollégiumi hivatalban töltötte. A természettudós Földi Jánossal semmiféle összeköttetésben nem volt. Fiú utódai nem maradtak.
A vízzel való gyógyításmódnak, a kolera, reuma és grippe gyógyításának nagy műkedvelője volt; kézirataiban sok ide vonatkozó értekezés van. Mindenek felett kitűnő botanikus volt, kivált gyakorlatban, ezermesternek tartották, a kik ismerték. Egyik kéziratának jegyzetében említi, hogy mennyire örül, hogy Németországban egy bizonyos Priesznicz úr szinte vízzel gyógyít, a mit ő már régen alkalmazott (még állatokra is, amint ismerősei mondták), de magára is, és ismerőseinek ajánlgatott.

## Munkái
A technogonometriára tartozó számvetésről, vagy az épületek és más testek mérésében előforduló számvetésről. Debreczen, 1820.
Czikkei a Hasznos Mulatságokban (1836. Természetes orvoslása a meghülésnek s ezek között Grippének és cholerának, 1837. Debrecenből. sat.), még előbb is kiadta cikkeit, melyeket Zilahy Sámuel bírált részben névtelenül.